# The Foreshadowing
The Foreshadowing est un groupe italien de metal gothique, originaire de Rome.

## Histoire
The Foreshadowing est formé en 2005 en tant que projet de l'ancien guitariste de Dope Stars Inc./Klimt-1918, Alessandro Pace. Peu après, Pace décide de poursuivre le projet en tant que groupe et se met à la recherche de nouveaux membres. Il les trouve en la personne de son ancien collègue de Klimt-1918 Davide Pesola (basse), des deux ex-membres de Spiritual Front Andrea Chiodetti (guitare) et Francesco Sosto (clavier) et du batteur Jonah Padella, qui joue avec Chiodetti dans Grimness. Peu après, Marco Benevento a rejoint le line-up en tant que chanteur et l'enregistrement du premier album commence. Les enregistrements sont achevés dès 2006, mais l'album n'est publié qu'un an plus tard par Candlelight Records.
Fin 2008, le groupe commence à écrire des chansons et à enregistrer un deuxième album, qui est achevé à la mi-2009. Le contrat avec Candlelight Records étant arrivé à échéance, The Foreshadowing signe avec le label allemand Cyclone Empire Records, chez qui l'album Oionos est publié.
Avec le temps, The Foreshadowing gagne en popularité sur la scène metal gothique-doom internationale : ils se produisent dans quelques-uns des festivals les plus importants d'Europe, comme le Summer Breeze, le Rockharz Open Air, le Wave-Gotik-Treffen, le Legacy, le Mayday Rock Festival ou encore le Summer Darkness Festival.
En janvier 2013, le batteur Giuseppe Orlando (ex-Novembre, Airlines of Terror) rejoint officiellement le groupe en remplacement de Jonah Padella, qui s'est séparé du groupe pour des raisons personnelles. Après la sortie nord-américaine de Oionos et de Second World par Metal Blade Records, le groupe rejoint le programme de la tournée américaine Rock the Nation et tourne aux États-Unis et au Canada dans le cadre de la tournée Voices from the Dark avec Moonspell, Marduk, Inquisition et Death Wolf. Les activités live se poursuivent en 2013 lors de la tournée européenne The Morning Never Came avec Swallow the Sun et Antimatter et une tournée italienne avec Saturnus, Doomraiser et Shores of Null.
Une fois les tournées largement terminées, le groupe entre dans une période de repos de deux ans, durant laquelle il se consacre à l'écriture de son quatrième album studio, appelé Seven Heads Ten Horns. Celui-ci est enregistré dans les studios Outer Sound et masterisé dans les studios Hertz en Pologne par Sławek et Wojtek Wiesławski. La pochette est réalisée par Siro Anton, qui avait déjà conçu des pochettes d'album pour Septicflesh.
En 2018, le single Paranoid Boyd sort exclusivement en numérique, mais après cinq ans de silence, il est inclus dans l'EP Forsaken Songs, sorti le 26 mai 2023. L'EP contient également une reprise de la chanson Such a Shame du groupe britannique de synthpop Talk Talk.

## Style musical
The Foreshadowing joue un mélange de metal gothique, de doom metal et de dark metal avec des influences atmosphériques. Le webzine Metal.de le décrit comme un « doom metal mélancolique et sans kitsch » avec des « riffs au groove gras ».
Outre le clavier, le groupe fait aussi usage de chœurs et de samples, accompagnés par le chant baryton « fragile », « charismatique », mais néanmoins accrocheur de Marco Benevento, qui rappelle celui de Nick Holmes du groupe Paradise Lost,. Cette accroche diminue sur l'album Second World, mais les chansons gagnent à nouveau en accroche sur l'album suivant.
Ils ont été comparés à Katatonia, My Dying Bride ou encore Anathema, et au style de l'album Funeral from these Wounds.

## Discographie
- 2007 : Days of Nothing (album, Candlelight Records)
- 2010 : Oionos (album, Cyclone Empire)
- 2012 : Second World (album, Cyclone Empire)
- 2016 : Seven Heads Ten Horns (album, Cyclone Empire)
- 2023 : Forsaken Songs (EP, Ardua Music)